# Children's Miracle Network Classic
Le Children's Miracle Network Classic était un tournoi annuel qui figurait au programme du PGA Tour. Il se disputait sur le parcours du Magnolia Golf Club situé sur le site du Walt Disney World Resort. Il a débuté en 1971.
Le 10 décembre 2012, Disney World annonce se retirer du circuit PGA Tour après 40 ans de participation.

## Palmarès
| année                                                    | Vainqueur                         | Nationalité                |
| -------------------------------------------------------- | --------------------------------- | -------------------------- |
| Walt Disney World Open Invitational                      |                                   |                            |
| 1971                                                     | Jack Nicklaus                     | États-Unis                 |
| 1972                                                     | Jack Nicklaus                     | États-Unis                 |
| Walt Disney World Golf Classic                           |                                   |                            |
| 1973                                                     | Jack Nicklaus                     | États-Unis                 |
| Walt Disney World National Team Championship             |                                   |                            |
| 1974                                                     | Hubert Green et Mac McLendon      | tous deux États-Unis       |
| 1975                                                     | Jim Colbert et Dean Refram        | tous deux États-Unis       |
| 1976                                                     | Woody Blackburn et Billy Kratzert | tous deux États-Unis       |
| 1977                                                     | Gibby Gilbert et Grier Jones      | tous deux États-Unis       |
| 1978                                                     | Wayne Levi et Bob Mann            | tous deux États-Unis       |
| 1979                                                     | George Burns et Ben Crenshaw      | tous deux États-Unis       |
| 1980                                                     | Danny Edwards et David Edwards    | tous deux États-Unis       |
| 1981                                                     | Vance Heafner et Mike Holland     | tous deux États-Unis       |
| Walt Disney World Golf Classic                           |                                   |                            |
| 1982                                                     | Hal Sutton                        | États-Unis                 |
| 1983                                                     | Payne Stewart                     | États-Unis                 |
| 1984                                                     | Larry Nelson                      | États-Unis                 |
| Walt Disney World/Oldsmobile Classic                     |                                   |                            |
| 1985                                                     | Lanny Wadkins                     | États-Unis                 |
| 1986                                                     | Raymond Floyd                     | États-Unis                 |
| 1987                                                     | Larry Nelson                      | États-Unis                 |
| 1988                                                     | Bob Lohr                          | États-Unis                 |
| 1989                                                     | Tim Simpson                       | États-Unis                 |
| 1990                                                     | Tim Simpson                       | États-Unis                 |
| 1991                                                     | Mark O'Meara                      | États-Unis                 |
| 1992                                                     | John Huston                       | États-Unis                 |
| 1993                                                     | Jeff Maggert                      | États-Unis                 |
| 1994                                                     | Rick Fehr                         | États-Unis                 |
| 1995                                                     | Brad Bryant                       | États-Unis                 |
| 1996                                                     | Tiger Woods                       | États-Unis                 |
| 1997                                                     | David Duval                       | États-Unis                 |
| National Car Rental Golf Classic Disney                  |                                   |                            |
| 1998                                                     | John Huston                       | États-Unis                 |
| 1999                                                     | Tiger Woods                       | États-Unis                 |
| 2000                                                     | Duffy Waldorf                     | États-Unis                 |
| 2001                                                     | José Cóceres                      | Argentine                  |
| Disney Golf Classic                                      |                                   |                            |
| 2002                                                     | Bob Burns                         | États-Unis                 |
| FUNAI Classic at the Walt Disney World Resort            |                                   |                            |
| 2003                                                     | Vijay Singh                       | Fidji                      |
| 2004                                                     | Ryan Palmer                       | États-Unis                 |
| 2005                                                     | Lucas Glover                      | États-Unis                 |
| 2006                                                     | Joe Durant                        | États-Unis                 |
| Children's Miracle Network Classic presented by Wal-Mart |                                   |                            |
| 2007                                                     | Stephen Ames                      | Trinité-et-Tobago / Canada |
| 2008                                                     | Davis Love III                    | États-Unis                 |
| 2009                                                     | Stephen Ames                      | Trinité-et-Tobago / Canada |